# Georges Parent
Georges Parent (Tresserve, 15 de septiembre de 1885-Saint-Germain-en-Laye, 22 de octubre de 1918) fue un deportista francés que compitió en ciclismo en la modalidad de pista. Ganó cuatro medallas en el Campeonato Mundial de Ciclismo en Pista entre los años 1907 y 1911.

## Medallero internacional
| Campeonato Mundial | Campeonato Mundial     | Campeonato Mundial | Campeonato Mundial |
| Año                | Lugar                  | Medalla            | Competición        |
| ------------------ | ---------------------- | ------------------ | ------------------ |
| 1907               | París (Francia)        | Medalla de bronce  | Medio fondo (P)    |
| 1909               | Copenhague (Dinamarca) | Medalla de oro     | Medio fondo (P)    |
| 1910               | Bruselas (Bélgica)     | Medalla de oro     | Medio fondo (P)    |
| 1911               | Roma (Italia)          | Medalla de oro     | Medio fondo (P)    |